# تیموفی اسکیابین
تیموفی اسکیابین (انگلیسی: Timofey Skryabin؛ زادهٔ ۱۴ نوامبر ۱۹۶۷) ورزشکار بوکس اهل مولداوی است.
وی در مسابقات کشوری و بین‌المللی در مجموع برندهٔ ۱ مدال نقره، ۱ مدال برنز شده‌است.